# Catedral de Mánchester
La catedral de Mánchester es una iglesia medieval sede del Obispo de Mánchester, situada en la ciudad de Mánchester, Inglaterra. Su nombre oficial es «Iglesia Catedral y Colegiada de Santa María, San Dionisio y San Jorge en Mánchester». Desde 2005, el decano de la Catedral ha sido el Muy Reverendo Rogers Govender.
Ha sido considerablemente restaurada y ampliada en la época victoriana, y nuevamente en el siglo XX después de un severo daño ocasionado por una bomba. Su cuerpo principal se deriva en gran parte de la conserjería de James Stanley (1485-1506), se hizo en estilo Gótico perpendicular. Stanley también fue el responsable inicial de la puesta en marcha de la mueblería en madera estilo fin del Medioevo, incluido el púlpito, la sillería del coro y el techo de la nave soportado por ángeles con instrumentos dorados.
En 1311, la propiedad pasó por matrimonio a la familia de Warre. En 1349, la Cancillería de San Nicolás fue ornamentada por la familia de Trafford. En 1382, Thomas de la Warre (quien más tarde sería nombrado barón de Mánchester) se convirtió en rector de la iglesia parroquial.

## Historia

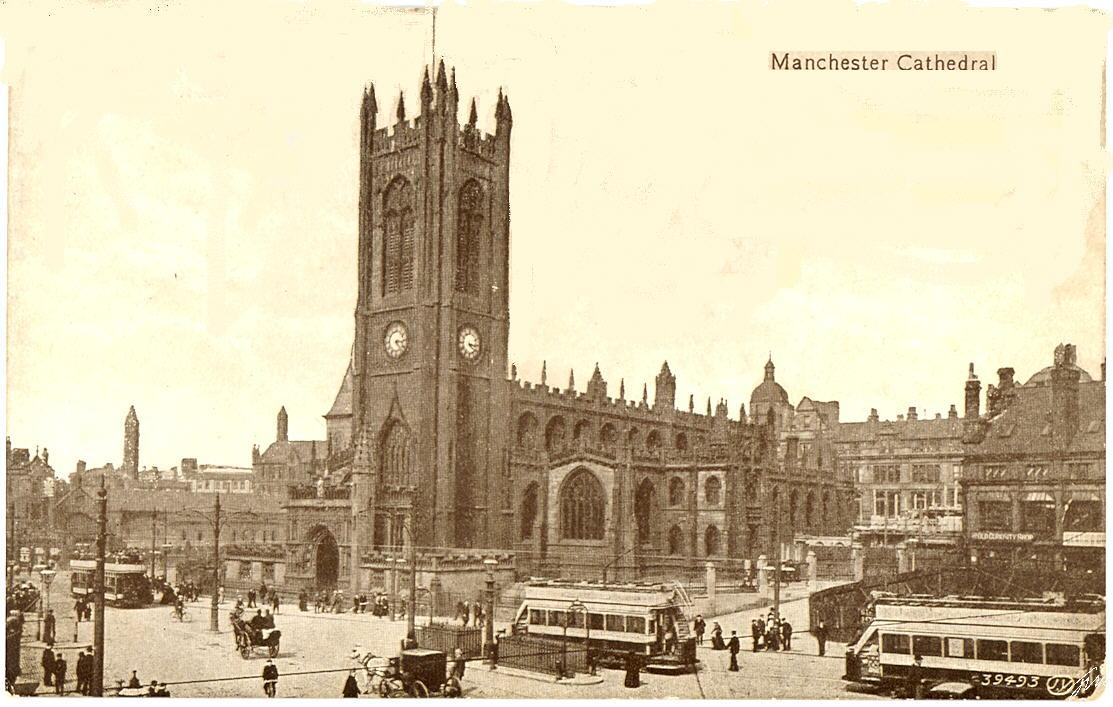
Catedral de Mánchester en 1903

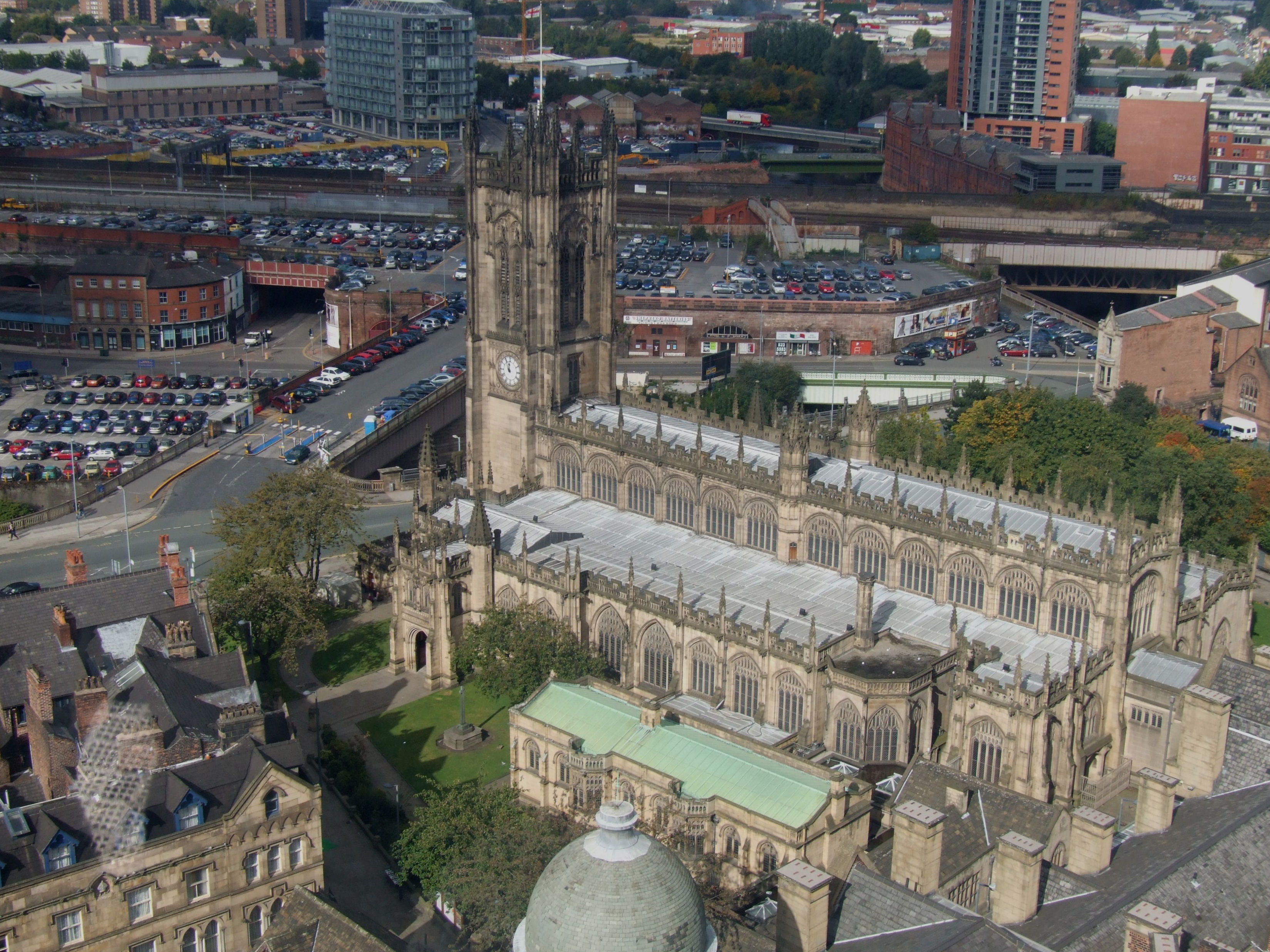
Vista aérea de la Catedral de Mánchester

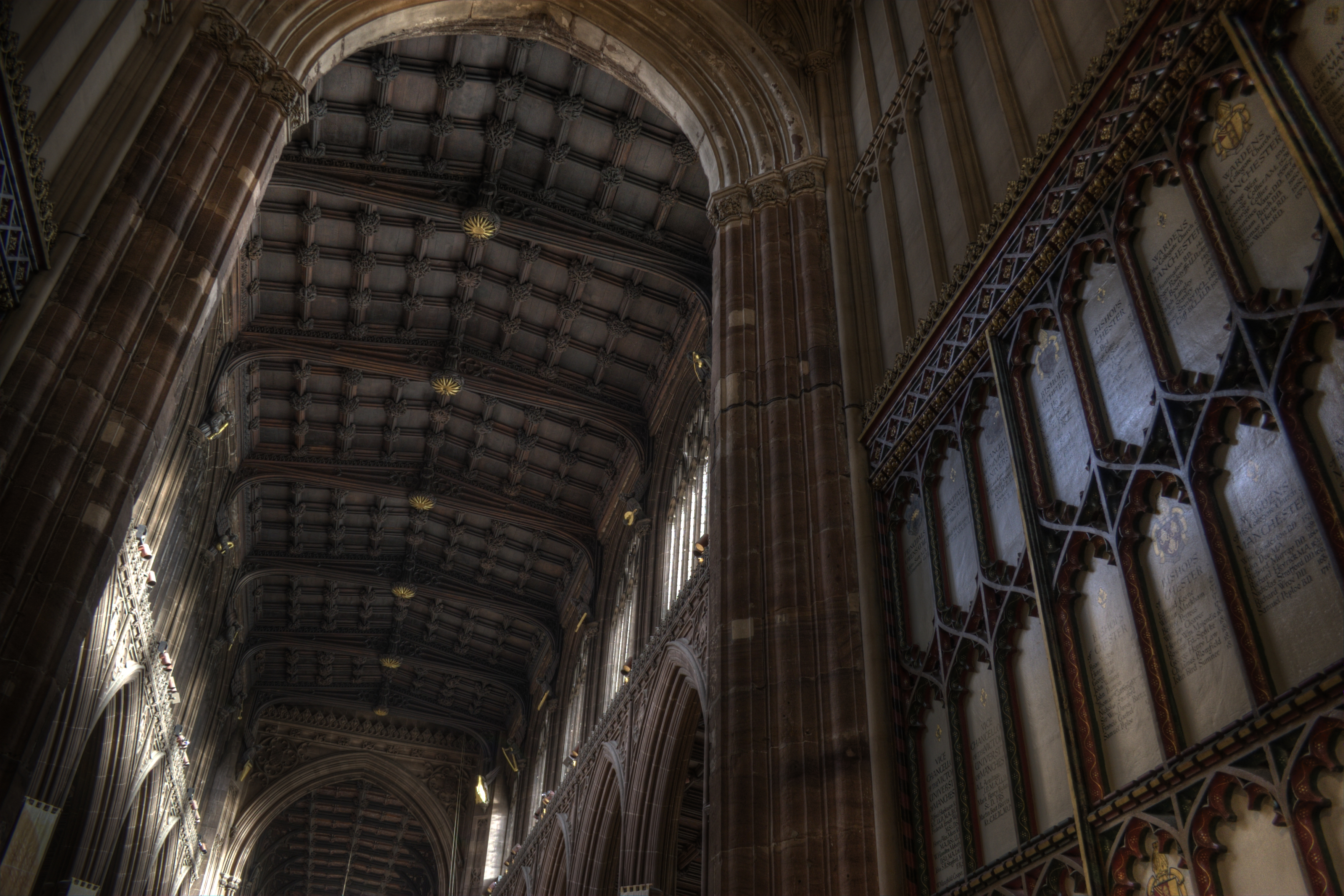
Nave de la Catedral

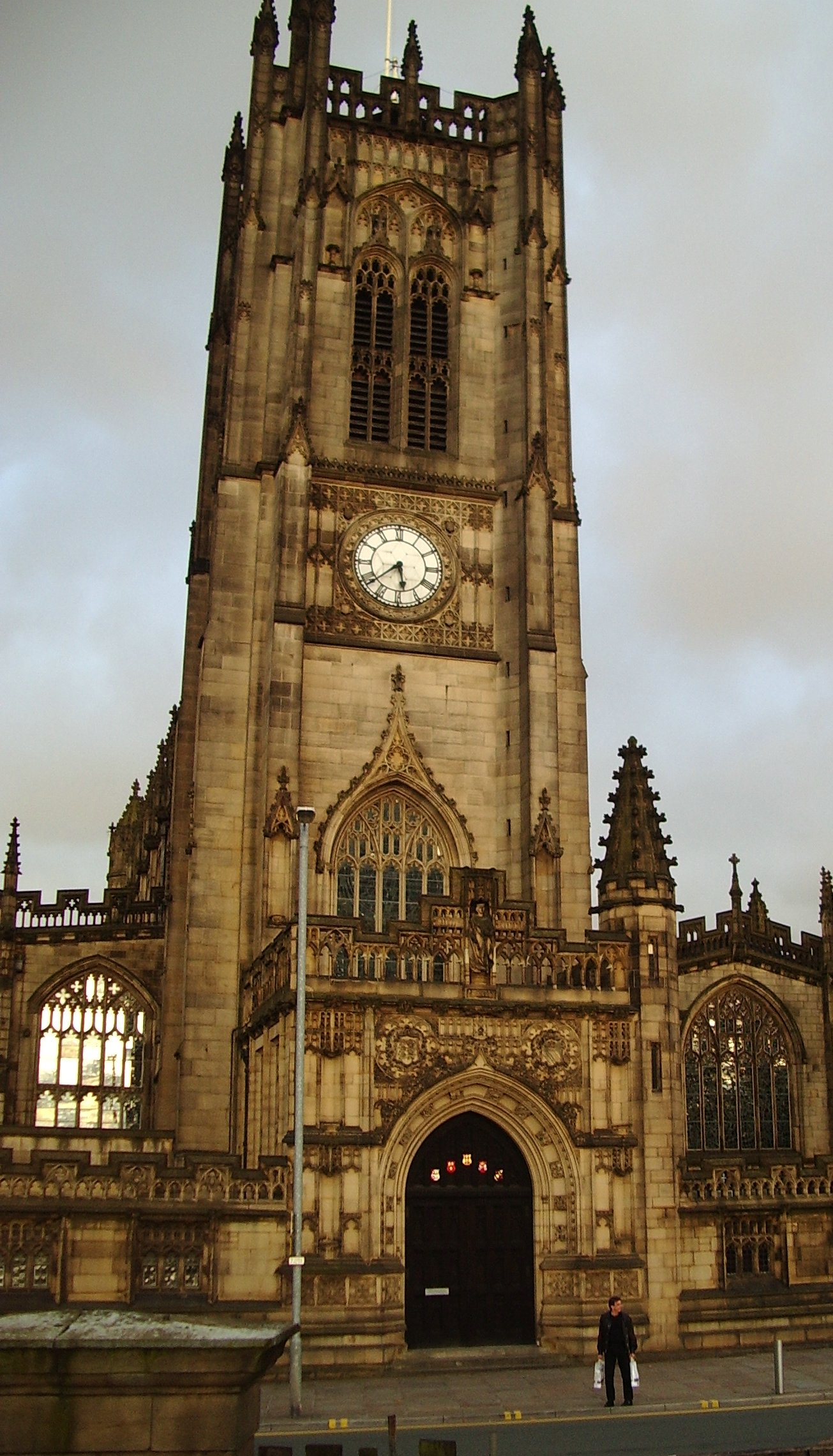
Torre de la Catedral

En el Libro Domesday está registrada una iglesia dedicada a Santa María, aunque el único vestigio de esa época es una pequeña escultura de un ángel con un pergamino, conservado en la nave de la catedral, la inscripción sobre la piedra -en inglés antiguo- se traduce como "en tu manos, Señor, encomiendo mi espíritu". La cita en el Libro Domesday acerca de Mánchester dice "la Iglesia de Santa María y la iglesia de San Miguel tienen un carucate de tierra en Mánchester exentos de todos los impuestos excepto el impuesto de costumbre". Cabe anotar que un carucate es "tanta tierra como pueden arar un equipo de bueyes en una estación".
La construcción de la iglesia predecesora comenzó en 1215 dentro de los confines de la corte del barón al lado de la casa de campo en el sitio del castillo de Mánchester. Los lores ocupantes de la finca fueron la familia Grelley y su escudo de armas aún se asocia a la catedral hasta el día de hoy. La familia Grelley actuó como mayordomos de la iglesia, construyendo y dotando a la primera cancillería, la cancillería de San Nicolás.
En 1421, Thomas de la Warre obtuvo una licencia del rey Enrique V y del Papa Martín V para establecer una fundación universitaria en Mánchester, apropiándose de la parroquia para el propósito. La universidad fue fundada en 1422 mediante carta real. Los sacerdotes de la universidad se alojaban en edificios al norte de la iglesia, construida en el emplazamiento de la antigua casa solariega; dichos edificios sobreviven como Hospital Escuela de Chetham y biblioteca, fundada en 1653, de acuerdo con la voluntad de Humphrey Chetham. Conservan la sala del siglo XV y el claustro. La gran biblioteca del siglo XVII es la biblioteca pública en actividad más antigua de Gran Bretaña y entre sus lectores estuvo Karl Marx. La Escuela de Chetham fue refundada en 1969 como "Escuela de Música Chetham", que rápidamente alcanzó prestigio internacional como una de las academias de música más importantes de Gran Bretaña para estudiantes preuniversitarios. Los jóvenes integrantes del coro de la catedral están tomados de entre sus estudiantes.
John Huntingdon fue el primer director desde 1422 hasta 1458, época durante la cual se reconstruyó el ala oriental de la iglesia parroquial para proporcionar un coro universitario. Tradicionalmente, al tercer director, Ralph Langley (1465-1481) se le acredita la reconstrucción de la nave. Sin embargo, tanto en nave y el coro fueron reconstruidos prácticamente otra vez por James Stanley unos años más tarde, cuando se levantó el actual triforio y se proveyó el ricamente decorado techo de madera y la sillería del coro. La madrastra de James fue lady Margaret Beaufort, madre de Enrique VII, y a través de su alianza con la nueva dinastía Tudor, los Stanley adquirieron grandes riquezas, así como el acceso a los arquitectos y artesanos que trabajaban en comisiones reales. Por razones estilísticas, las arcadas y el triforio de la catedral de Mánchester fueron atribuidos a John Wastell, quien también fue el arquitecto de la Capilla del King's College de Cambridge. La sillería del coro fueron talladas por el taller de William Brownflet de Ripon.
James Stanley es también responsable de la ornamentación del techo de la nave con soportes en forma de catorce ángeles trovadores de tamaño natural, cada uno tocando un instrumento diferente de la Baja Edad Media, y de la implementación de su propia capilla (hoy destruida) en el rincón noreste, en donde fue enterrado en 1515.
La universidad se disolvió en 1547, durante el reinado de Eduardo VI de acuerdo con la ley Chantries, pero luego refundada por su hermana María I. Su futuro continuó incierto cuando Isabel I la concluyó en 1559, pero finalmente fue concedido cuando la reina otorgó una nueva carta en 1578. En consecuencia, tanto Mánchester como Southwell Minster, fueron las dos únicas universidades medievales en donde se mantuvo diariamente el culto coral hasta el día después de la Reforma. El más famoso de los guardias posmedievales de Mánchester fue John Dee, mago y astrólogo de Isabel I, quien fue director desde 1595 hasta 1608, y que ocupó los alojamientos, ahora incorporados a la biblioteca de Chetham.
En 1847, la iglesia de Mánchester se convirtió en catedral de la nueva diócesis local. Para entonces, la mampostería se encontraban en muy mal estado, siendo reemplazada entre 1850 y 1870 por J. S. Crowther. La torre oeste fue incrementada en 1868 por J. P. Holden, quien también reemplazó toda su mampostería externa. En consecuencia, la catedral da la impresión de ser una estructura del siglo XIX.

## Edad Moderna
Durante los bombardeos de Mánchester de 1940, una bomba alemana dañó severamente la catedral, demoliendo la capilla medieval de Nuestra Señora y la capilla de James Stanley. Se tomó casi 20 años para completar las reparaciones. El 25 de enero de 1952, la catedral se convirtió en Monumento clasificado grado I (las estructuras de grado I son consideradas "de interés excepcional").
El nuevo edificio fue dañado por una bomba del IRA en junio de 1996, incluyendo la catedral, casas aledañas y el archivo histórico, que data de 1421. En 2003, se inició un proyecto para proporcionar un catálogo exhaustivo del contenido de archivos al público.
En 2006, fue el escenario de un matrimonio en el inicio del episodio de la serie inglesa Cracker.
La catedral será reformada en 2013. Una catedral provisional de madera ha sido construida en la calle Victoria para permitir los oficios del culto.

## Actividades

### Manchester Grammar School Founders' Day
Cada año, en el tercer viernes de octubre, se celebra en la catedral el "Manchester Grammar School Founders' Day". Antes de mudarse a Fallowfield en la década de los años 1930, la escuela ocupó el edificio ahora es utilizado por la escuela de Chetham de la Música, junto a la catedral.

### Poesía en la catedral
Desde el año 2000, la Catedral de Mánchester ha patrocinado el Concurso Internacional de Poesía Religiosa. Los jueces han incluido a Michael Schmidt, Michael Symmons Roberts y Linda Caza. En 2010, la catedral restableció la competencia de sus jóvenes poetas, un concurso nacional abierto a todas las escuelas y todos los niños y adolescentes del "Key Stage" 1 al 5 (5 a 18 años).

### El Sermón Manchester
El 21 de octubre de 2010, la catedral fue sede del Sermón Manchester inaugural. Desarrollado en colaboración con el Festival de Literatura de Mánchester. El evento estuvo dirigido a revitalizar el sermón como forma literaria. El sermón inaugural fue pronunciado por la novelista Jeanette Winterson.